# Ilz
Ilz er en biflod til Donau som løber gennem Bayerischer Wald i Tyskland. Den har en længde på 65 km og en højdeforskel fra udspring til udmunding på godt 800 meter. 

Ilz har sit udspring nær bjerget Rachel, og løber ud i Donau ved Passau. En anden  by langs Ilz er Fürsteneck.